# Gimmel (substantie)
Gimmel is een begrip uit het Triadic Dimensional Vortical Paradigm (TDVP), een wetenschappelijk model dat is ontwikkeld door Vernon Neppe en Edward Close. In dit model wordt gimmel gezien als een hypothetische derde fundamentele component van de werkelijkheid, naast massa en energie. Gimmel zou geen massa en geen energie hebben, maar is volgens Neppe en Close wel cruciaal voor het bestaan van stabiele deeltjes.

## Rol in het TDVP-model
Volgens Close en Neppe zou het X17-deeltje, een hypothetisch nieuw deeltje dat mogelijk een vijfde fundamentele kracht in de natuur kan verklaren, beter te begrijpen zijn met een model van negen dimensies. Hun model, het Triadic Dimensional Vortical Paradigm (TDVP), breidt de traditionele fysica daarom ook uit van vier naar negen dimensies. Close en Neppe stelden dit eerst theoretisch voor en onderbouwden het vervolgens wiskundig, onder andere via afleidingen van de Cabibbohoek, waarbij ze aantonen dat het bestaan van negen dimensies noodzakelijk is. In die negen dimensies zou elk deeltje volgens hen ook verbonden moeten zijn met een derde component: gimmel. Deze extra substantie zou ruimtetijd innemen, maar zou niet aangezien worden als massa of energie.

## Stabiliteit van deeltjes
Gimmel zou de verbinding zijn tussen bewustzijn, leven en atomaire structuur. Het model stelt dat het vermogen voor bewust leven al bestond in de veranderlijke massa en energie van quarks, nog voordat deze quarks de allereerste atomen van de fysieke wereld werden. De twee wetenschappers leggen uit dat gimmel volgens de wiskunde noodzakelijk samen moet bestaan met elk deeltje in het universum om dat deeltje stabiel te houden. Zonder gimmel zouden atomen niet in balans zijn en niet gelijkmatig draaien rond hun as. Hierdoor zouden ze uiteindelijk uit elkaar vallen. Zonder deze stabiliteit zouden onze wereld en het hele fysieke universum volgens Close en Neppe niet kunnen bestaan. Het TDVP-model suggereert dat zonder de toevoeging van gimmel geen enkel deeltje in het universum stabiel zou kunnen zijn.

## Verbinding met bewustzijn
Gimmel zou altijd verbonden zijn met alles, ook met subatomaire deeltjes zoals quarks, protonen, elektronen, neutronen en fotonen. Close en Neppe vermoeden dat gimmel een verschillende invloed kan hebben op de oorzaak-gevolgrelaties van elk deeltje. Ook vermoeden ze dat gimmel op zijn minst gedeeltelijk verband houdt met bewustzijn. Door bewustzijn op deze manier een fundamentele rol te geven in hun model, stellen Neppe en Close dat hun theorie aantoont dat spiritualiteit en wetenschap met elkaar verweven zijn, en dat wiskunde niet alleen een rekentechniek is, maar een onderdeel van een grotere, diepere werkelijkheid.

## Kritiek
Op de theorie van Close en Neppe is ook kritiek. Zo zou nog onduidelijk zijn hoe het begrip gimmel begrepen moet worden met wetenschappelijke termen binnen de empirische wetenschap. Verder beweren Neppe en Close dat het idee van gimmel de standaardmodel van de deeltjesfysica weerlegt. Maar deze bewering zou onjuist zijn. Ten eerste berekenen Neppe en Close gimmel niet precies en hebben ze het niet exact uitgerekend. Ze gebruiken sommige hele getallen om dingen te berekenen, wat niet helemaal duidelijk of juist is. Ook gaan ze ervan uit dat massa altijd hele getallen zijn, waarschijnlijk om beter bij de kwantumfysica te passen.
Verder wordt gesteld dat gimmel nodig zou zijn omdat er anders, volgens de laatste stelling van Fermat, geen hele getallen als oplossing zouden bestaan. Dit zou echter moeilijk te begrijpen zijn, omdat belangrijke waarden zoals massa van nature geen hele getallen zijn. Hierdoor is de wiskundige methode die gebruikt wordt twijfelachtig en niet in overeenstemming met de gangbare kennis binnen de deeltjesfysica. Dit versterkt de twijfel of het TDVP-model als nieuw wetenschappelijk paradigma voldoende onderbouwd is. Tot slot zou het idee dat gimmel wordt gezien als bewustzijn, puur speculatief zijn.